# Jean-Paul Mendy
Jean-Paul Mendy (ur. 14 grudnia 1973 w Paryżu) – francuski bokser, brązowy medalista mistrzostw świata w Budapeszcie, dwukrotny brązowy medalista mistrzostw Europy (1996, 1998) oraz olimpijczyk z Atlanty.

## Kariera amatorska
W marcu 1996 zdobył brązowy medal na mistrzostwach Europy w Vejle. W półfinale kategorii średniej przegrał na punkty z reprezentantem Niemiec Svenem Ottke. W lipcu tego samego roku reprezentował Francję na igrzyskach olimpijskich w Atlancie. Przegrał tam swoją pierwszą walkę z Niemcem Svenem Ottke. W 1997 zdobył brązowy medal na mistrzostwach świata w Budapeszcie. W półfinale kategorii średniej przegrał z Kubańczykiem Arielem Hernándezem. W 1998 zdobył drugi raz w karierze brązowy medal na mistrzostwach Europy. W półfinale kategorii średniej przegrał z Zsoltem Erdeiem.